# 严恺
严恺（1912年8月10日—2006年5月7日），男，天津人，祖籍福州闽侯，中国水利工程专家、科学家、教育家，中国科学院院士、中国工程院院士、墨西哥科学院外籍院士，中国共产党党员、九三学社社员。曾任第三届全国人大代表、中共十大、十一大代表、中国水利学会名誉理事长、中国海洋学会名誉理事长、南京水利科学研究院名誉院长、河海大学名誉校长、博士生导师。

## 生平
1912年出生于天津，父亲是北京大学教授；严复是严恺伯父。
1933年毕业于交通大学唐山工学院（今西南交通大学）。1935年赴荷兰代尔夫特大学（现代尔夫特理工大学）攻读土木水利专业。1938年获荷兰代尔夫特大学（现代尔夫特理工大学）工程师学位并回国。
1939年起先后任云南省农田水利贷款委员会工程师、中央大学水利工程系教授、黄河水利委员会技正兼设计室主任、黄河水利委员会宁夏工程总队总队长、黄河水利委员会研究室主任兼河南大学水利工程系主任、交通大学水利工程系讲座教授；全国解放后被政务院任命为塘沽新港建港委员会委员。
1952年参加华东水利学院（河海大学前身）的筹建工作并任建校委员会副主任，后任副院长，同年被政务院任命为江苏省人民政府委员。1955年被国务院任命为江苏省水利厅厅长。1956年兼任水利部交通部南京水利科学研究所所长。1958年被国务院任命为华东水利学院院长，文革中受到衝擊下，严恺和华东水利学院的工作秩序都被打断，但動亂一结束，严恺立刻又投入到了学院的治理整顿当中。1977年受命组建南京水文研究所并任所长。1983年被国务院任命为华东水利学院名誉院长。1984年任南京水利科学研究院名誉院长。1985年任河海大学名誉校长。
2006年5月7日凌晨4时26分因病于南京逝世，享耆壽94岁。

## 社会兼职
1958年当选为中国科学技术协会全国委员会委员。
1964年当选为第三届全国人民代表大会代表。
1973年和1977年先后当选为中国共产党第十、第十一次全国代表大会代表。

## 贡献
参与了中华人民共和国建国后主要大型水利工程的决策和建设
- 长江口深水航道工程
- 长江三峡工程
- 塘沽天津新港回淤工程
- 全国海岸带和海涂资源综合调查
- 南水北调
- 长江葛洲坝枢纽工程
- 长江口及太湖流域综合治理

## 论著
- 《海港工程》
- 《中国海岸工程》
- 《中国南水北调》

## 荣誉
1955年当选为中国科学院首批学部委员（院士）。1991年当选为墨西哥科学院外籍院士。1995年当选为中国工程院院士。